# Borbacha bipardaria
Borbacha bipardaria là một loài bướm đêm trong họ Geometridae.